# Bajío 1ra. Sección A
Bajío 1ra. Sección A är en ort i Mexiko.   Den ligger i kommunen Cárdenas och delstaten Tabasco, i den sydöstra delen av landet, 600 km öster om huvudstaden Mexico City. Bajío 1ra. Sección A ligger 34 meter över havet och antalet invånare är 704.
Terrängen runt Bajío 1ra. Sección A är mycket platt. Runt Bajío 1ra. Sección A är det ganska tätbefolkat, med 83 invånare per kvadratkilometer. Närmaste större samhälle är Cárdenas, 2,9 km nordväst om Bajío 1ra. Sección A. Trakten runt Bajío 1ra. Sección A består till största delen av jordbruksmark.